# Nimbus richardi
Nimbus richardi är en skalbaggsart som beskrevs av Veiga 1984. Nimbus richardi ingår i släktet Nimbus och familjen Aphodiidae. Inga underarter finns listade i Catalogue of Life.